# Pfarrhaus (Leuterschach)

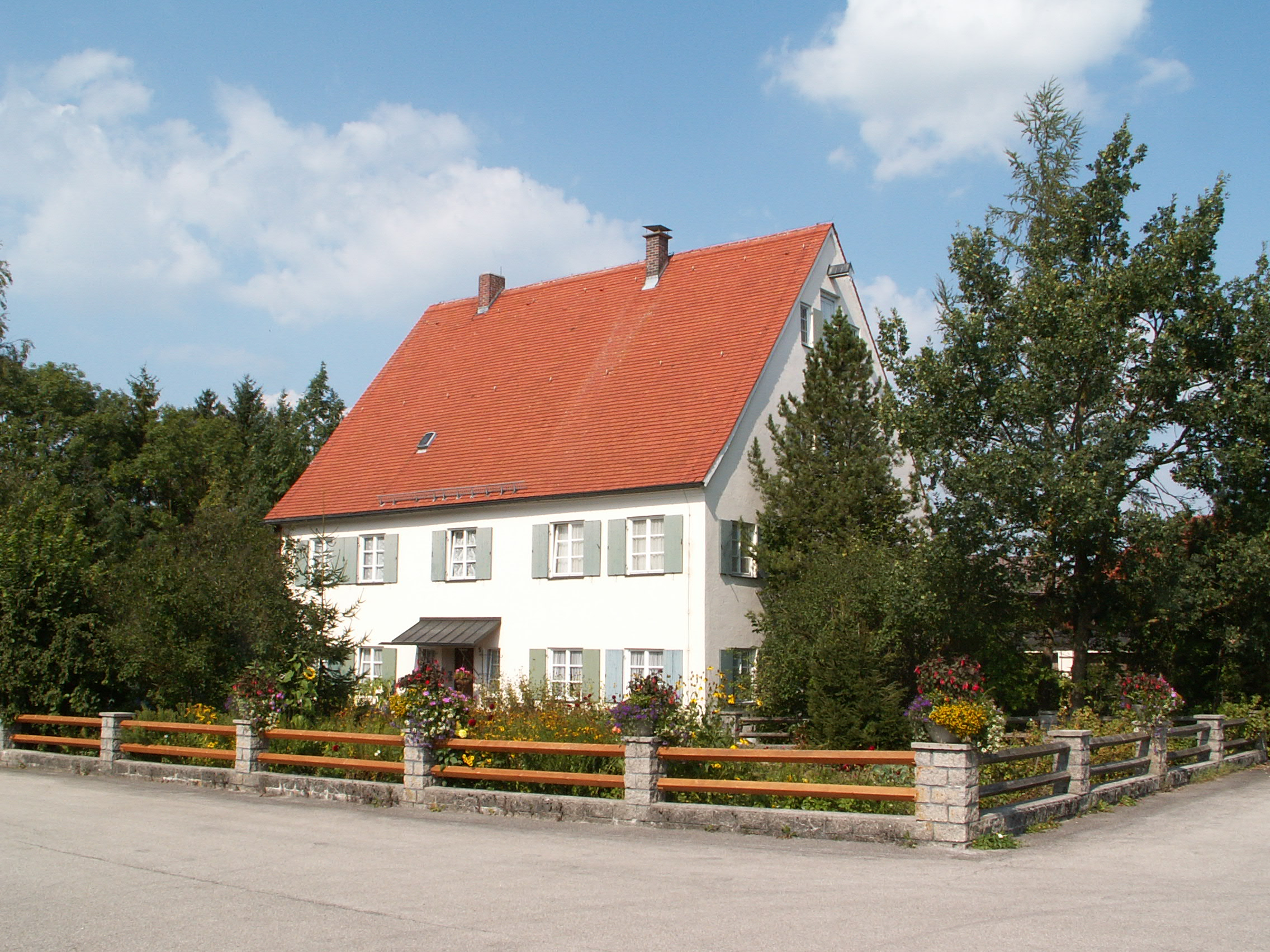
Ehemaliges Pfarrhaus in Leuterschach

Das Pfarrhaus in Leuterschach, einem Stadtteil von Marktoberdorf im Landkreis Ostallgäu im bayerischen Regierungsbezirk Schwaben, wurde 1762 errichtet. Das ehemalige Pfarrhaus an der Benefiziumstraße 5, nördlich der katholischen Pfarrkirche St. Johannes der Täufer, ist ein geschütztes Baudenkmal.
Der zweigeschossige Steilsatteldachbau wurde nach Voranschlag von Franz Xaver Kleinhans und nach eigenhändigem Plan des Pfarrers Johann Petrus Truckenmiller auf den Fundamenten des Pfarrhauses von 1665 errichtet. 
Der Pfarrstadel ist ein verschalter Ständerbau mit Flachsatteldach und Riegelwand.